# آروکولا
آروکولا (به لاتین: Aruküla) یک منطقهٔ مسکونی در استونی است که در دهستان راسیکو واقع شده‌است. آریوکیولا ۳٫۵۶ کیلومتر مربع مساحت و ۲٬۰۱۶ نفر جمعیت دارد.

## نگارخانه

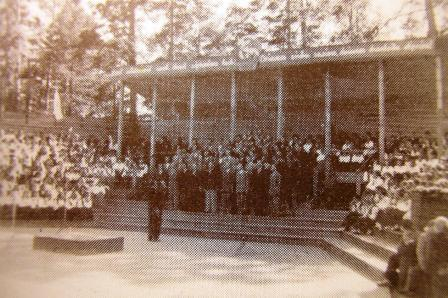
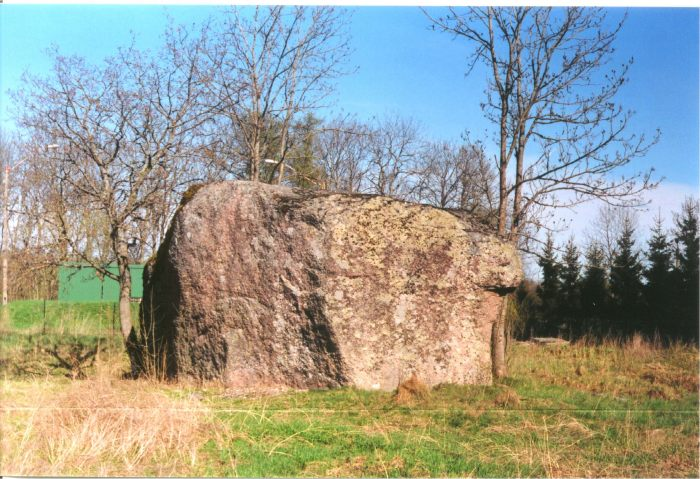
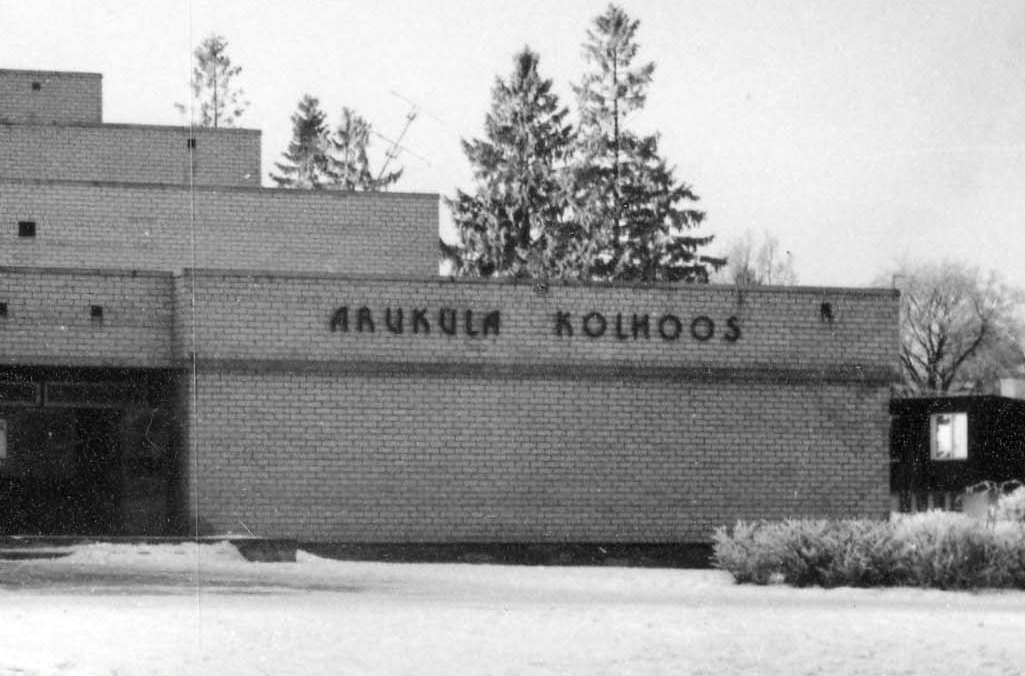
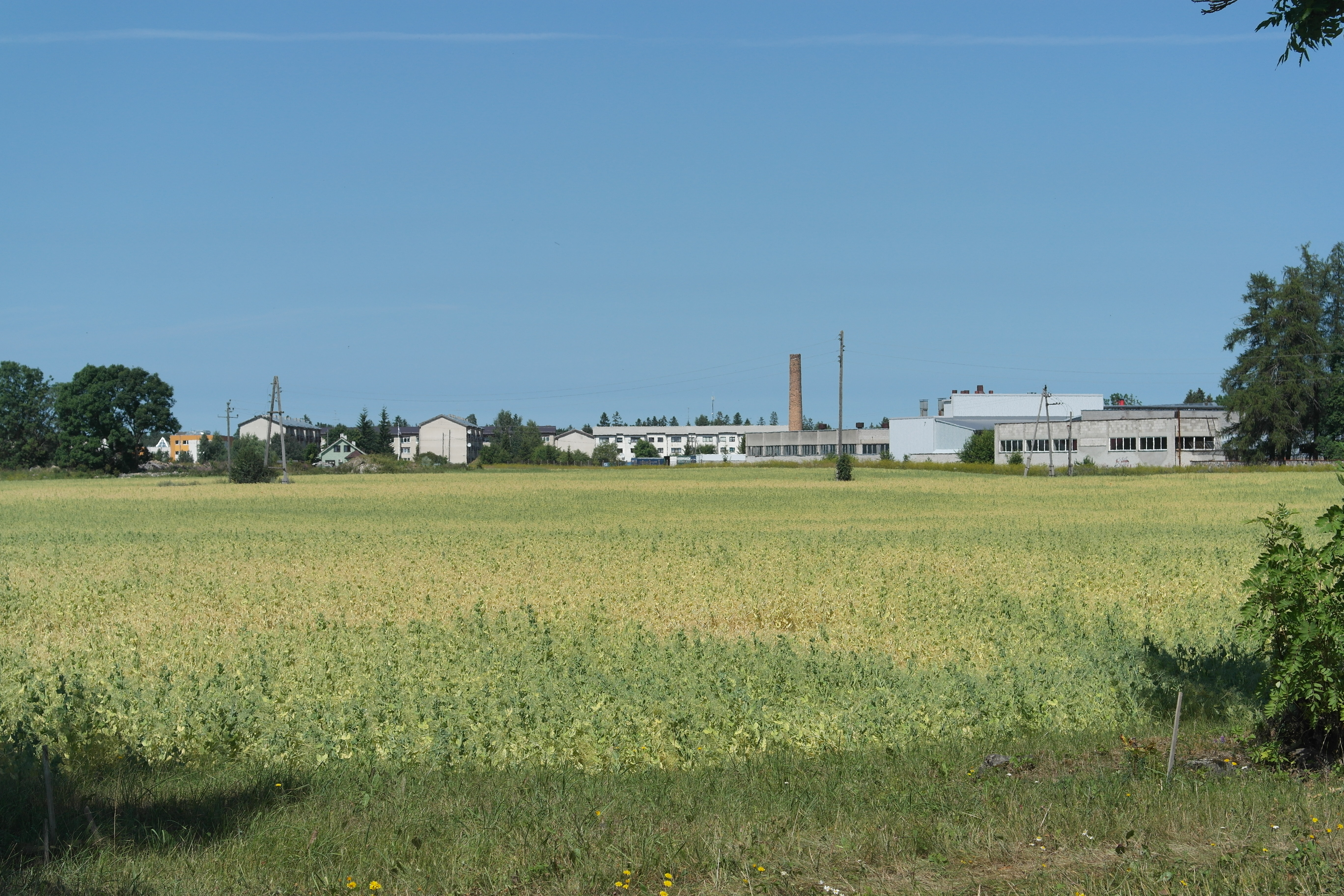
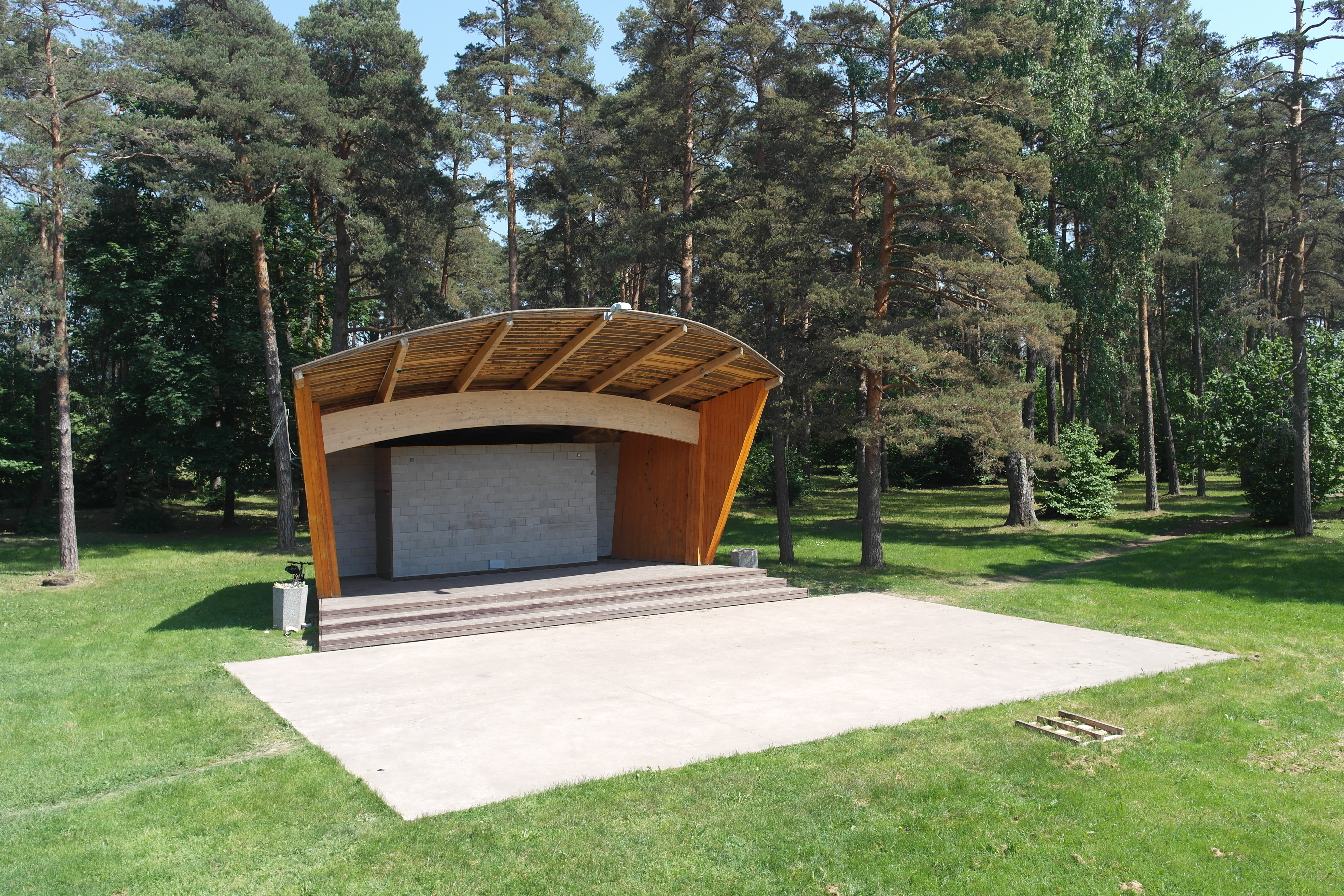
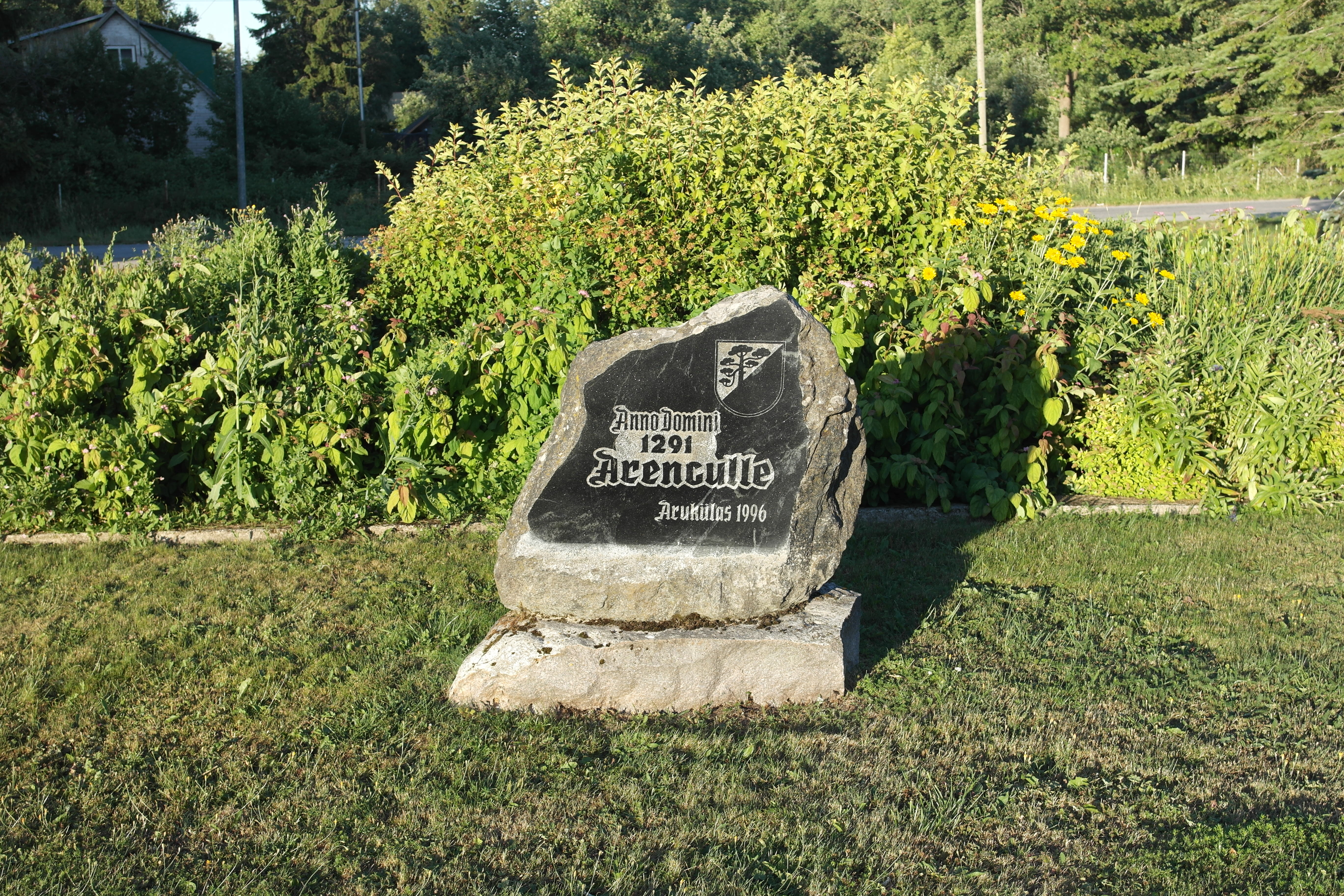